# Taïeb Djellouli
Pour les articles homonymes, voir Famille Djellouli.
Taïeb Djellouli (arabe : الطيب جلولي), de son nom complet Mohamed Taïeb Djellouli, né en 1857 et mort en 1944, est un homme politique tunisien.

## Biographie
Taïeb Djellouli naît dans une famille sfaxienne makhzen,. Avec ses études au Collège Sadiki, il figure parmi les anciens élèves du collège à poursuivre leurs études en France, entrant ainsi dans le nouveau groupe de l'intelligentsia occidentalisée et réformiste.
Il commence sa carrière comme caïd de Sousse dans les années 1881. En 1908, il est désigné comme ministre de la Plume et président des habous sous le règne de Naceur Bey. Il devient finalement grand vizir entre 1915 et 1922.
Naceur Bey, qui le rend responsable de la crise d'avril 1922, tente de le démettre de son poste mais le résident général s'y oppose. La crise fait suite à la déformation des propos du bey par des journaux pro-coloniaux où le souverain, pourtant sympathisant destourien, critique la politique du Destour. Le bey, se sentant humilié et forcé de renier ses sympathies, menace d'abdiquer et de ne pas recevoir le président français en visite à Tunis si Djellouli et le directeur du protocole, Khairallah Ben Mustapha, ne démissionnent pas. Influencé par son fils Moncef et d'autres princes destouriens, Naceur Bey les soupçonnent en effet de favoriser le point de vue du résident général. Celui-ci finit par céder sur les ministres : Djellouli est remplacé par le ministre de la Plume Mustapha Dinguizli. Afin de reconnaître ses services, le bey signe un décret le nommant grand vizir honoraire.
Son fils Aziz deviendra un homme d'affaires, ministre et président du Croissant-Rouge tunisien.